# Francisco Matos
Francisco Aguirre Matos Mancebo (nacido el 23 de julio de 1969 en Santo Domingo) es un ex un segunda base dominicano que jugó en las Grandes Ligas de Béisbol. Jugó parte de una temporada en las mayores apareciendo en 14 partidos para los Atléticos de Oakland durante la temporada de 1994.
En general, Matos jugó dieciséis temporadas en el béisbol profesional. Fue firmado originalmente como amateur por Oakland en 1987, pero no jugó profesionalmente hasta 1989, cuando hizo su debut en Clase A con los Modesto Athletics. Jugó su última temporada en 2004 para los Brockton Rox de la Northeast League.